# Michele Skatar
Michele Skatar (Koper, 30 de dezembro de 1985) é um jogador croata de andebol naturalizado italiano, membro da equipa  nacional de andebol da Itália e do clube francês Soultz Bollwiller Handball, vice-campeão da Taça EHF (2013).

## Biografia
Skatar  jogou para equipas profissionais na Croácia, Itália, Alemanha e na França. A nível internacional, representou a selecção italiana em 135 ocasiões, marcando 574 golos. A sua primeira internacionalização foi contra Turquia em 27 de Dezembro de 2004 e participou nos Jogos do Mediterrâneo quatro vezes consecutivas (2005, 2009, 2013 e 2018) pela Itália. Skatar ganhou o prêmio Capocannoniere (Melhor Marcador da Serie A) durante a temporada 2005-06 e tornou-se o primeiro italiano a jogar na Bundesliga alemã e a jogar na final da Taça da Europa.